# Cybianthus parvifolius
Cybianthus parvifolius är en viveväxtart som beskrevs av Diederich Franz Leonhard von Schlechtendal. Cybianthus parvifolius ingår i släktet Cybianthus, och familjen viveväxter. Inga underarter finns listade i Catalogue of Life.